# Tamai Kisaku

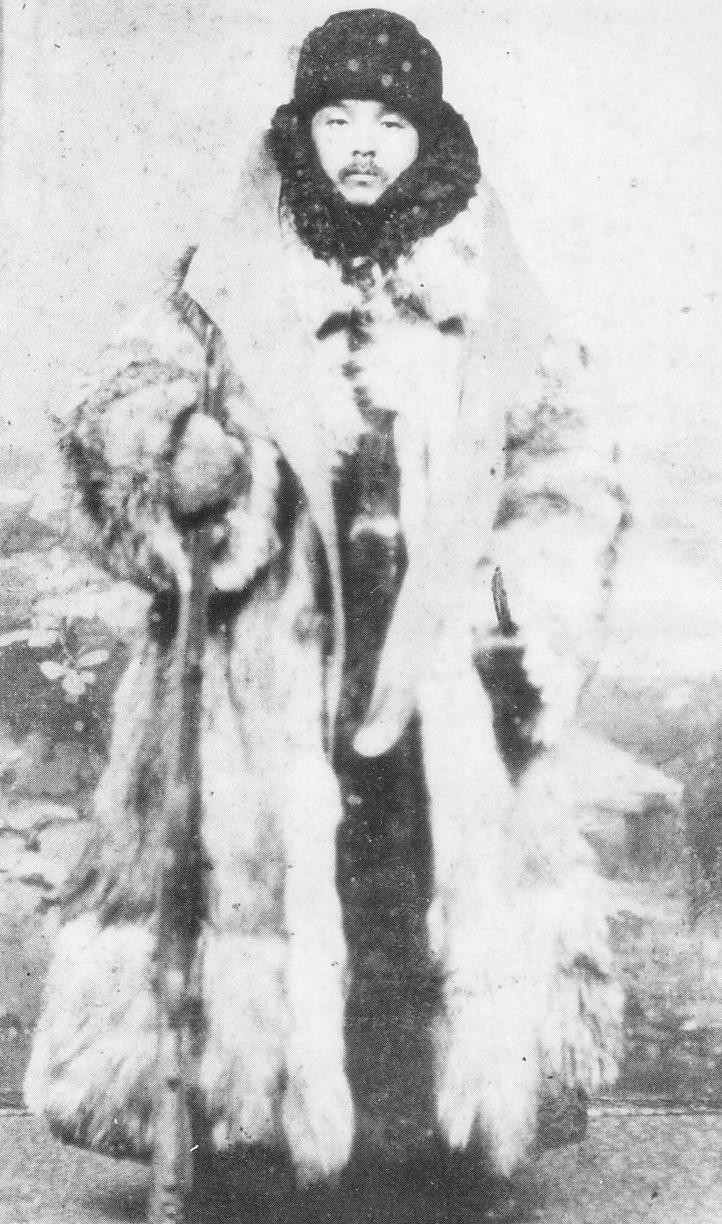
Kisaku Tamai 1894

Tamai Kisaku (jap. 玉井 喜作; * 30. Juni 1866 in Hikari, Präfektur Yamaguchi; † 25. September 1906 in Berlin) war ein japanischer Abenteurer und Journalist.

## Leben
Tamai Kisaku galt schon als Schüler und Student mit herausragenden Deutschkenntnissen als hochbegabt und wurde bereits im Alter von 22 Jahren im Jahr 1888 zum Hochschullehrer für Deutsch an der Landwirtschaftsschule Sapporo (heute Universität Hokkaidō) berufen.
1884 heiratete Tamai die Japanerin Harada Etsu (原田エツ), mit der er drei Kinder bekam. 1892 ließ Tamai Kisaku jedoch Frau und Kinder alleine in Japan zurück, um sich auf eine abenteuerliche Reise von Shimonoseki über Korea, Wladiwostok, nach Irkutsk und Tomsk durch Sibirien bis nach Berlin zu begeben. Unterwegs arbeitete Tamai Kisaku sechs Monate in einem russischen Warenhaus in Wladiwostok und drei Monate in Irkutsk. In Irkutsk schloss sich Tamai einer Teekarawane an, die er bis nach Tomsk begleitete.
Seine beschwerliche Reise beschrieb er (in der Namensschreibweise Kisak Tamai) in seinem Buch Karawanenreise in Sibirien, das erstmals in der Kölnischen Zeitung im Dezember 1898 als Reisebericht veröffentlicht wurde. Dieses Werk, ursprünglich auf Deutsch und Russisch verfasst, wurde erst 1963 ins Japanische übersetzt und beim Verlag Chikuma Shōbō publiziert.
1894 kam Tamai Kisaku schließlich in Berlin an, wo er zunächst in einem Teegeschäft arbeitete und später von 1895 bis 1896 Rechtswissenschaft studierte.
Seine journalistische Karriere begann Tamai Kisaku mit der Berichterstattung über den Japanisch-Chinesischen Krieg (1894–1895), der kurz nach Aufnahme seiner beruflichen Tätigkeit ausgebrochen war. Mit der Unterstützung Alexander von Siebolds gab Tamai ab 1898 die Zeitschrift TOA. Ostasien. Monatszeitschrift für Handel, Industrie, Politik, Wissenschaft, Kunst heraus. Sie war das erste japanische Pressemedium, das auf Deutsch geschrieben wurde und die erste japanische Zeitschrift in Europa überhaupt. Die Zeitschrift erschien auch nach dem Tod Tamais noch bis 1910. In Japan berichtete Tamai über Deutschland in der Ōsaka Asahi Shimbun (大坂朝日新聞).
1906 verstarb Tamai Kisaku in Berlin. 300 Personen nahmen an seiner Beerdigung teil. In der japanischen Gemeinde hatte er sich inzwischen den Ruf als inoffizieller Botschafter Japans erworben.